# Skyworth
Skyworth est une entreprise chinoise spécialisée dans le domaine de l’électronique grand public dont le siège social est situé à Shenzhen.